# Тілгмен (Меріленд)
Тілгмен (англ. Tilghman Island) — переписна місцевість (CDP) в США, в окрузі Талбот штату Меріленд. Населення — 807 осіб (2020).

## Географія
Тілгмен розташований за координатами 38°42′11″ пн. ш. 76°20′11″ зх. д. / 38.70306° пн. ш. 76.33639° зх. д. (38.703189, -76.336282).  За даними Бюро перепису населення США в 2010 році переписна місцевість мала площу 6,57 км², з яких 6,21 км² — суходіл та 0,36 км² — водойми.

## Демографія
Згідно з переписом 2010 року, у переписній місцевості мешкали 784 особи в 357 домогосподарствах у складі 246 родин. Густота населення становила 119 осіб/км².  Було 632 помешкання (96/км²).
Расовий склад населення:
| - 97,3 % — білих - 1,4 % — чорних або афроамериканців - 0,5 % — корінних американців - 0,5 % — азіатів |

До двох чи більше рас належало 0,3 %. Частка іспаномовних становила 0,6 % від усіх жителів.
За віковим діапазоном населення розподілялося таким чином: 14,7 % — особи молодші 18 років, 56,9 % — особи у віці 18—64 років, 28,4 % — особи у віці 65 років та старші. Медіана віку мешканця становила 53,8 року. На 100 осіб жіночої статі у переписній місцевості припадало 92,2 чоловіків;  на 100 жінок у віці від 18 років та старших — 95,6 чоловіків також старших 18 років.
Середній дохід на одне домашнє господарство  становив 78 093 долари США (медіана — 64 250), а середній дохід на одну сім'ю — 101 855 доларів (медіана — 80 948). Медіана доходів становила 37 301 долар для чоловіків та 34 519 доларів для жінок. За межею бідності перебувало 11,9 % осіб, у тому числі 10,5 % дітей у віці до 18 років та 0,0 % осіб у віці 65 років та старших.
Цивільне працевлаштоване населення становило 475 осіб. Основні галузі зайнятості: сільське господарство, лісництво, риболовля — 16,6 %, науковці, спеціалісти, менеджери — 13,7 %, транспорт — 12,4 %, мистецтво, розваги та відпочинок — 12,2 %.